# 奎夫
35°30′N 8°19′E / 35.500°N 8.317°E

奎夫（阿拉伯语：‎），是阿爾及利亞的城鎮，位於該國東北部，由泰貝薩省負責管轄，是奎夫區的首府，面積257平方公里，2008年人口17,319，人口密度每平方公里67人。